# 1960 en sport automobile
Chronologie du Sport automobile
1959 en sport automobile - 1960 en sport automobile - 1961 en sport automobile

## Les faits marquants de l'année1960enSport automobile
- Jack Brabham remporte le Championnat du monde de Formule 1 au volant d'une Cooper-Climax.
- Rex White remporte le championnat de la série NASCAR avec un montant total de $45,260 (USD).

## Par mois

### Janvier
- 24 janvier : l'équipage allemand Walter Schock-Rolf Moll, sur Mercedes, remporte le 29e rallye automobile Monte-Carlo.

### Février
- 7 février : premier grand prix de F1 de la saison 1960 en Argentine, remporté par Bruce McLaren sur Cooper-Climax.

### Avril
- 3 avril : victoire de John Rostek lors de la Copper Cup 100 à Phoenix en NASCAR Grand National.

### Mai
- 13 mai : le pilote Harry Schell se tue lors d'un entraînement sur la piste de Silverstone.
- 29 mai : deuxième grand prix de F1 de la saison 1960 à Monaco, remporté par Stirling Moss sur Lotus-Climax.
- 30 mai (Formule 1) : troisième grand prix de la saison aux 500 miles d'Indianapolis, remporté par Jim Rathmann sur Watson-Offenhauser.

### Juin
- 6 juin : le pilote écossais Jim Clark dispute son premier Grand Prix de Formule 1 — le Grand Prix des Pays-Bas, sur le Circuit de Zandvoort — au volent d'une Lotus-Climax, pour remplacer John Surtees, qui dispute encore des courses de moto. (Résultat : Abandon au 42e tour / transmission).
- 19 juin : cinquième grand prix de F1 de la saison 1960 en Belgique, remporté par Jack Brabham sur Cooper-Climax. Le Grand Prix est marqué par le décès de deux pilotes au cours de l'épreuve : Alan Stacey touché au visage par un oiseau et Chris Bristow à la suite d'un accrochage avec Willy Mairesse.
- 25 juin : départ de la vingt-huitième édition des 24 Heures du Mans.
- 26 juin : les Belges Paul Frère et Olivier Gendebien, sur Ferrari, remportent les 24 heures du Mans.

### Juillet
- 3 juillet : Grand Prix de France
- 16 juillet : Grand Prix de Grande-Bretagne
- 31 juillet : Grand Prix d'Allemagne (Hors-Championnat)

### Août
- 14 août : Grand Prix du Portugal

### Septembre
- 4 septembre : Grand Prix d'Italie

### Novembre
- 20 novembre : Grand Prix des États-Unis, victoire de Stirling Moss (Lotus)

## Naissances
- 11 janvier : Ludvig Hunsbedt, pilote automobile norvégien.
- 15 Janvier : Henry Hassid, pilote automobile français.
- 19 février : John Lee Paul Jr., pilote automobile américain.
- 21 mars : Ayrton Senna, pilote automobile.
- 9 avril : Georg Plasa, pilote automobile de courses de côte allemand († 10 juillet 2011).
- 14 avril : Mike Newton, homme d'affaires et pilote automobile anglais, fondateur d'AD Group.
- 20 mai : Jean-François Bérenguer, pilote de rallye automobile.
- 2 juin : Kyle Petty, pilote automobile américain de NASCAR disputant la  Sprint Cup.
- 6 juin : Christian Zugel, pilote automobile allemand.
- 21 juin : Louise Aitken-Walker, pilote automobile écossaise.
- 20 juillet : 
  - Claudio Langes, pilote automobile italien.
  - Kris Nissen, pilote de course danois, devenu directeur de Volkswagen Motorsport.
- 17 septembre : 
  - Damon Hill, pilote automobile britannique.
  - Fabien Giroix, pilote automobile et team manager français.
- 24 octobre : Joachim Winkelhock, pilote automobile allemand.
- 28 décembre : Chadwick Steven McQueen, acteur, producteur et pilote automobile américain.

## Décès
- 10 mai : Erwin George Baker, motocycliste et pilote automobile américain également organisateur de courses, (° 12 mars 1882).
- 13 mai : Harry Schell, coureur automobile américain, (° 29 juin 1921).
- 6 juin : Hermann Rützler, pilote automobile autrichien, (° 20 juin 1883).
- 19 juin :  
  - Chris Bristow, pilote automobile britannique. (° 2 décembre 1937).
  - James Ernest Bryan, pilote de course automobile américain. (° 28 janvier 1926).
- 10 septembre :  Johnny Thomson, pilote automobile d'IndyCar américain, (° 9 avril 1922).